# Бучалівська сільська рада
Бучалівська сільська рада  — колишній орган місцевого самоврядування у Городоцькому районі Львівської області з центром у с. Бучали.

## Загальні відомості
Історична дата утворення: в 1946 році.

## Населені пункти
Сільраді були підпорядковані населені пункти:
- c. Бучали
- с. Катериничі
- с. Литовка

## Склад ради
Рада складалася з 16 депутатів та голови.
- Сільський голова: Буньо Галина Йосипівна
- Секретар сільської ради: Новіцька Марія Володимирівна

### Керівний склад ради
| ПІБ                    | Основні відомості                                                                           | Дата обрання | Дата звільнення |
| ---------------------- | ------------------------------------------------------------------------------------------- | ------------ | --------------- |
| Буньо Галина Йосифівна | Сільський голова, 1953 року народження, освіта, Всеукраїнське об'єднання «Батьківщина»      | 26.03.2006   | 31.10.2010      |
| Буньо Галина Йосипівна | Сільський голова, 1953 року народження, освіта вища, Всеукраїнське об'єднання «Батьківщина» | 31.10.2010   |                 |

Примітка: таблиця складена за даними джерела

### Депутати
Результати місцевих виборів 2010 року за даними ЦВК
| № зп                                                | № округу                                            | Прізвище, ім'я, по батькові                         | Дата визнання обраним                               | Відомості про обраного депутата                                                                             |
| Політична партія Всеукраїнське об'єднання «Свобода» | Політична партія Всеукраїнське об'єднання «Свобода» | Політична партія Всеукраїнське об'єднання «Свобода» | Політична партія Всеукраїнське об'єднання «Свобода» | Політична партія Всеукраїнське об'єднання «Свобода»                                                         |
| --------------------------------------------------- | --------------------------------------------------- | --------------------------------------------------- | --------------------------------------------------- | --- |
| 1                                                   | 6                                                   | Левицький Ігор Андрійович                           | 04.11.2010                                          | Освіта вища, позапартійний, тимчасово не працює                                                             |
| 2                                                   | 9                                                   | Храпко Володимир Миколайович                        | 04.11.2010                                          | Освіта середня спеціальна, позапартійний, приватний підприємець                                             |
| 3                                                   | 11                                                  | Бей Мар'ян Мар'янович                               | 04.11.2010                                          | Освіта середня спеціальна, член Всеукраїнського об'єднання «Свобода», Львівське ВАТ «ПМК-14», обмотувальник |
| Політична партія «Козацька Українська Партія»       |                                                     |                                                     |                                                     | |
| 1                                                   | 8                                                   | Кулик Михайло Михайлович                            | 04.11.2010                                          | Освіта середня, позапартійний, приватний підприємець                                                        |
| Самовисування                                       |                                                     |                                                     |                                                     | |
| 1                                                   | 1                                                   | Кілович Петро Іванович                              | 04.11.2010                                          | Освіта середня спеціальна, член Всеукраїнського об'єднання «Батьківщина», Львівський ДАРЗ, охоронець        |
| 2                                                   | 2                                                   | Грод Євгеній Степанович                             | 04.11.2010                                          | Освіта вища, позапартійний, пенсіонер                                                                       |
| 3                                                   | 3                                                   | Богдан Василь Андрійович                            | 04.11.2010                                          | Освіта середня спеціальна, позапартійний, ТзОВ «Феро-Буд» м. Львів, слюсар                                  |
| 4                                                   | 4                                                   | Бучкевич Оксана Анатоліївна                         | 04.11.2010                                          | Освіта вища, позапартійна, Комарнівська лікарня, лаборант                                                   |
| 5                                                   | 5                                                   | Олійник Василь Йосифович                            | 04.11.2010                                          | Освіта вища, позапартійний, пенсіонер                                                                       |
| 6                                                   | 7                                                   | Новіцька Марія Володимирівна                        | 04.11.2010                                          | Освіта вища, позапартійна, Бучалівська сільська рада, секретар                                              |
| 7                                                   | 10                                                  | Кузів Олександра Йосипівна                          | 04.11.2010                                          | Освіта вища, позапартійна, Бучалівська сільська рада, землевпорядник                                        |
| 8                                                   | 12                                                  | Деба Іван Володимирович                             | 04.11.2010                                          | Освіта вища, позапартійний, Городоцький РВ земельних ресурсів, інженер-землевпорядник                       |
| 9                                                   | 13                                                  | Кункевич Михайло Олегович                           | 04.11.2010                                          | Освіта середня спеціальна, позапартійний, приватний підприємець                                             |
| 10                                                  | 14                                                  | Кута Михайло Йосипович                              | 04.11.2010                                          | Освіта середня спеціальна, позапартійний, тимчасово не працює                                               |
| 11                                                  | 15                                                  | Андрушко Євгенія Володимирівна                      | 04.11.2010                                          | Освіта вища, позапартійна, фельдшерсько-акушерський пункт с. Катериничі, фельшер                            |
| 12                                                  | 16                                                  | Зубрицький Володимир Євгенович                      | 04.11.2010                                          | Освіта середня спеціальна, позапартійний, Львівське ПП «Сокіл», охоронець                                   |